# Herbert Leupold
Herbert Leupold (Wüstewaltersdorf, 20 giugno 1908 – Territorio di Krasnodar, 22 dicembre 1942) è stato un fondista e sciatore di pattuglia militare tedesco.

## Biografia

### Stagioni 1933-1935
Nato a Wüstewaltersdorf, nella Slesia allora tedesca (oggi Walim, Polonia), debuttò in campo internazionale nel 1933 ai Mondiali di Innsbruck gareggiando nella staffetta 4x10 km; la squadra tedesca, composta anche da Walter Motz, Josef Ponn e Willy Bogner, chiuse al quarto posto.  L'anno dopo, ai Mondiali di Sollefteå, nella medesima disciplina conquistò l'argento insieme a Motz, Bogner e Josef Schreiner; totalizzarono il tempo di 2:51:23, battuto dalla nazionale finlandese.
Nel 1935 ai Mondiali di Vysoké Tatry, in squadra con Motz, Bogner e Mathias Wörndle, chiuse quarto la gara di staffetta vinta dalla Finlandia.

### Stagioni 1936-1938
Ai IV Giochi olimpici invernali di Garmisch-Partenkirchen 1936, sua unica partecipazione olimpica, disputò  la staffetta di fondo (con i compagni Leupold, Friedl Däuber e Anton Zeller marcò il sesto tempo, 2:54:54) e la gara dimostrativa di pattuglia militare (con Johann Hieble, Hermann Lochbühler e Michael Kirchmann fu quinto, con il tempo di 2:36,24).
Nel 1938, ai Mondiali di Lahti, nella staffetta di fondo fu quinto: insieme a Bogner, Ernst Haberle e Christl Merz totalizzò il tempo di 2:53:04. Nella 18 km di fondo chiuse al 94º posto, a 8 minuti e 24 secondi dal vincitore, il finlandese Pauli Pitkänen.
Morì a Navaginskaja, nel Territorio di Krasnodar, durante la Seconda guerra mondiale.

## Palmarès

### Mondiali
- 1 medaglia:
  - 1 argento (staffetta a Sollefteå 1934)